# Montross, Virginia
Montross är administrativ huvudort i Westmoreland County i Virginia. Vid 2010 års folkräkning hade Montross 384 invånare. Den nuvarande domstolsbyggnaden i Montross byggdes 2013–2014, medan den gamla domstolsbyggnaden byggdes 1899–1900.